# گروه امان
گروه امان (انگلیسی: Ammann Group) شرکت صنایع سنگین سوئیسی است، که در سال ۱۸۶۹ تأسیس شد.